# 본 어게인 (드라마)
《본 어게인》은 2020년 4월 20일부터 2020년 6월 9일까지 방송된 KBS 2TV 월화 드라마이다.

## 기획의도
두 번의 생으로 얽힌 세 남녀의 운명과 부활을 그리는 환생 미스터리 멜로 드라마.

## 방송 시간
| 방송 채널 | 방송 기간                                            | 방송 시간                            | 방송 분량                        |
| --------- | ---------------------------------------------------- | ------------------------------------ | -------------------------------- |
| KBS 2TV   | 2020년 4월 20일 ~ 2020년 6월 9일 [1회~32회] (본방송) | 매주 월요일, 화요일 밤 10:00 ~ 11:10 | 70분 (1회당 35분 / 2회 연속방송) |

## 등장 인물

### 1980년대 과거

#### 주요 인물
- 장기용 : 공지철 역 - 1980년대 숙명을 거부하는 '외롭고 쓸쓸한 늑대'
- 진세연 : 정하은 역 - 1980년대 <오래된 미래> 헌 책방 주인, 죽은 형빈의 연인.
- 이수혁 : 차형빈 역 - 1980년대 형사, 죽은 하은의 연인.

#### 주변 인물
- 정인겸 : 공인우 역 - 지철의 아버지, 상아의 친 아버지. 노란 우산 연쇄 살인 사건 진범. (1회 ~ 4회, 25회, 27회 ~ 30회 특별 출연)
- 위지연 : 장혜미 역 - 검정고시 출신, 미국과 한국에서 변호사 자격증 획득한 국내 최연소 변호사
- 조덕회 : 천석태 역 - 공지철 사형 집행 담당 검사

### 2020년 현재

#### 주요 인물
- 장기용 : 천종범 역 - 서연대 의대생 (아역 : 김지훈)
- 진세연 : 정사빈 역 - 서연대 뼈 고고학 강사 → 오래된 미래 책방 주인.
- 이수혁 : 김수혁 역 - 검경 유골 발굴단 검사, 상아의 옛 연인. 국선 변호사.

#### 주변 인물
- 김정난 : 장혜미 역 - <살인범의 비밀>의 베스트셀러 작가, 인석의 아내, 상아의 어머니.
- 최광일 : 천석태 역 - 검찰총장 임명을 앞둔 검사장이자 종범과 종우의 아버지
- 이서엘 : 백상아 역 - 수혁의 전 약혼녀, 인석과 혜미의 외동 딸. UV 나비 타투 살인마. 노란 우산 연쇄 살인 사건 진범 인우의 딸.
- 장원영 : 주인도 역 - 강력계 형사, 33년 전 형빈의 파트너. 현재 수혁의 파트너.
- 최대철 : 서태하 역 - 조직 케네디파 보스

#### 종범의 가족
- 김정영 : 허진경 역 - 종범과 종우의 어머니, 석태의 아내.
- 박상훈 : 천종우 역 - 종범의 동생, 석태와 진경의 아들.

#### 3D 유골 복원팀
- 차민지 : 제이 역 - 사빈의 룸메이트, 3D 그래픽 디자이너
- 한해림 : 유서영 역 - 국과수 법의관

### 그 외 인물
- 이지완 : 보혜 역 - 사빈의 제자, 종범의 서연대 의대생 동기
- 김민선 : 남궁주혜 역 - 검경 발굴단 핵심 정보원
- 우강민 : 변성훈 역 - 연쇄살인 용의자
- 김중돈 : 구혈기 역 - 강력계 형사
- 박노식 : 강두철 역 - 유혼갤러리 관장
- 김도경 : 장마철 역 - 케네디파 조직 일원, 태하의 오른팔
- 박영수 : 창순 역 - 케네디파 조직 일원

### 특별출연
- 박미현 : 윤정희 역 - 죽은 성호의 계모, 아동 학대 가해자. (2회 ~ 3회)
- 이주원 : 성호 역
- 송유현 : 임화영 역 - 노란 우산 연쇄 살인 사건 피해자 (7회 ~ 8회, 11회)
- 김하균 : 성당 신부 역 (9회 ~ 11회)
- 박철호 : 정성은 역 - 33년 전 지철의 사형 집행을 담당했던 교도관 출신, 사빈의 아버지. (10회, 15회 ~ 16회, 21회, 28회, 31회)
- 남일우 : 승철 역 - 오래된 미래 헌 책방 주인 (12회, 23회, 28회 ~ 29회)
- 이칸희 : 수혁의 어머니 역 (12회)
- 오만석 : 백인석 역 - 혜미의 남편, 상아의 아버지. (32회)

## 시청률
최저 시청률과 최고 시청률은 시청률 조사회사와 지역별로 시청률에 차이가 있을 수 있습니다.
| 2020년      | 2020년      | 2020년                                       | 2020년         | 2020년         | 2020년       |
| 회차        | 방송일      | 부제                                         | TNmS 시청률    | AGB 시청률     | AGB 시청률   |
| 회차        | 방송일      | 부제                                         | 대한민국(전국) | 대한민국(전국) | 서울(수도권) |
| ----------- | ----------- | -------------------------------------------- | -------------- | -------------- | ------------ |
| 제1회       | 4월 20일    | 히스클리프는 사랑을 했다                     | 3.8%           | 3.7%           | -            |
| 제2회       | 4월 20일    | 히스클리프는 사랑을 했다                     | 3.9%           | 4.1%           | -            |
| 제3회       | 4월 21일    | 악연 (Bad Karma)                             | -              | 2.4%           | -            |
| 제4회       | 4월 21일    | 악연 (Bad Karma)                             | -              | 2.8%           | -            |
| 제5회       | 4월 27일    | 미래에서 과거의 너를 만나다                  | -              | 2.8%           | -            |
| 제6회       | 4월 27일    | 미래에서 과거의 너를 만나다                  | -              | 3.5%           | -            |
| 제7회       | 4월 28일    | 영원한 증거                                  | 2.7%           | 3.0%           | -            |
| 제8회       | 4월 28일    | 영원한 증거                                  | 3.4%           | 3.0%           | -            |
| 제9회       | 5월 4일     | 본능                                         | -              | 2.3%           | -            |
| 제10회      | 5월 4일     | 본능                                         | -              | 3.3%           | -            |
| 제11회      | 5월 5일     | 부활                                         | -              | 2.4%           | -            |
| 제12회      | 5월 5일     | 부활                                         | -              | 2.9%           | -            |
| 제13회      | 5월 11일    | 인간의 길. 짐승의 길.                        | -              | 2.0%           | -            |
| 제14회      | 5월 11일    | 인간의 길. 짐승의 길.                        | -              | 2.3%           | -            |
| 제15회      | 5월 12일    | 인간의 길. 짐승의 길. Ⅱ                      | 1.9%           | 1.7%           | -            |
| 제16회      | 5월 12일    | 인간의 길. 짐승의 길. Ⅱ                      | 2.1%           | 2.3%           | -            |
| 제17회      | 5월 18일    | 오래된 미래                                  | -              | 2.4%           | -            |
| 제18회      | 5월 18일    | 오래된 미래                                  | -              | 2.9%           | -            |
| 제19회      | 5월 19일    | 리벤지 (RIVENGE : 당한 것을 똑같이 설욕하다) | -              | 1.5%           | -            |
| 제20회      | 5월 19일    | 리벤지 (RIVENGE : 당한 것을 똑같이 설욕하다) | -              | 2.0%           | -            |
| 제21회      | 5월 25일    | 본 어게인 (Born Again)                       | -              | 1.3%           | -            |
| 제22회      | 5월 25일    | 본 어게인 (Born Again)                       | -              | 2.0%           | -            |
| 제23회      | 5월 26일    | 끝나지 않은 약속                             | %              | 1.3%           | %            |
| 제24회      | 5월 26일    | 끝나지 않은 약속                             | %              | 1.6%           | %            |
| 제25회      | 6월 1일     | 공존                                         | %              | 1.4%           | %            |
| 제26회      | 6월 1일     | 공존                                         | %              | 2.3%           | %            |
| 제27회      | 6월 2일     | 심장의 기억                                  | %              | 1.5%           | %            |
| 제28회      | 6월 2일     | 심장의 기억                                  | %              | 2.1%           | %            |
| 제29회      | 6월 8일     | 마음의 길                                    | %              | 2.2%           | %            |
| 제30회      | 6월 8일     | 마음의 길                                    | %              | 2.4%           | %            |
| 제31회      | 6월 9일     | 희생                                         | %              | 1.7%           | %            |
| 제32회      | 6월 9일     | 희생                                         | %              | 2.4%           | %            |
| 평균 시청률 | 평균 시청률 | 평균 시청률                                  | %              | 2.4%           | %            |

## OST
다음은 오리지널 사운드트랙(OST) 싱글 앨범에 포함된 곡들이며, 정렬기준은 출시 순입니다.
- Part.1 : 김용진 - 못다핀 꽃 한송이[3] (2020.04.27 발매)
- Part.2 : Sondia - 꿈에[4] (2020.05.04 발매)
- Part.3 : 제아 - 보고 싶은 그대니까요 (2020.05.11 발매)
- Pary.4 : 길구봉구 - 내게 올 수 없는 너 (2020.05.18 발매)
- Part.5 : 이찬솔 - Fate (2020.05.25 발매)
- Part.6 : 김보형 - 별과 달처럼 (2020.06.01 발매)

## 동시간대 드라마
- MBC 월화 드라마

《저녁 같이 드실래요?》 (2020년 5월 25일 ~ 2020년 7월 14일)
- SBS 월화 미니시리즈

《아무도 모른다》 (2020년 3월 2일 ~ 2020년 4월 21일)
《굿캐스팅》 (2020년 4월 27일 ~ 2020년 6월 16일)
- JTBC 월화 드라마

《날씨가 좋으면 찾아가겠어요》 (2020년 2월 24일 ~ 2020년 4월 21일)
《야식남녀》 (2020년 5월 25일 ~ 2020년 6월 30일)

## 같이 보기
- 대한민국의 텔레비전 드라마 목록 (ㅂ)
- 2020년 대한민국의 텔레비전 드라마 목록